# Ponia
Ponia (biał. Поня; ros. Поня) – wieś na Białorusi, w obwodzie mińskim, w rejonie wilejskim, w sielsowiecie Dołhinów.

## Historia
W czasach zaborów wieś w gminie Milcza, w powiecie borysowskim, w guberni wileńskiej Imperium Rosyjskiego.
W latach 1921–1945 wieś leżała w Polsce, w województwie wileńskim, w powiecie wilejskim, w gminie Dołhinów.
Według Powszechnego Spisu Ludności z 1921 roku zamieszkiwały tu 233 osoby, 9 było wyznania rzymskokatolickiego, 216 prawosławnego a 8 mahometańskiego. Jednocześnie 1 mieszkaniec zadeklarował polską, 224 białoruską a 8 tatarską przynależność narodową. Było tu 40 budynków mieszkalnych. W 1931 w 43 domach zamieszkiwały 264 osoby.
Wierni należeli do parafii rzymskokatolickiej w Dołhinowie i prawosławnej w Milczy. Miejscowość podlegała pod Sąd Grodzki w Dołhinowie i Okręgowy w Wilnie; właściwy urząd pocztowy mieścił się w Dołhinowie.
W wyniku napaści ZSRR na Polskę we wrześniu 1939 miejscowość znalazła się pod okupacją sowiecką. 2 listopada została włączona do Białoruskiej SRR. Od czerwca 1941 roku pod okupacją niemiecką. W 1944 miejscowość została ponownie zajęta przez wojska sowieckie i włączona do Białoruskiej SRR.
Do 1973 roku w sielsowiecie Milcza.

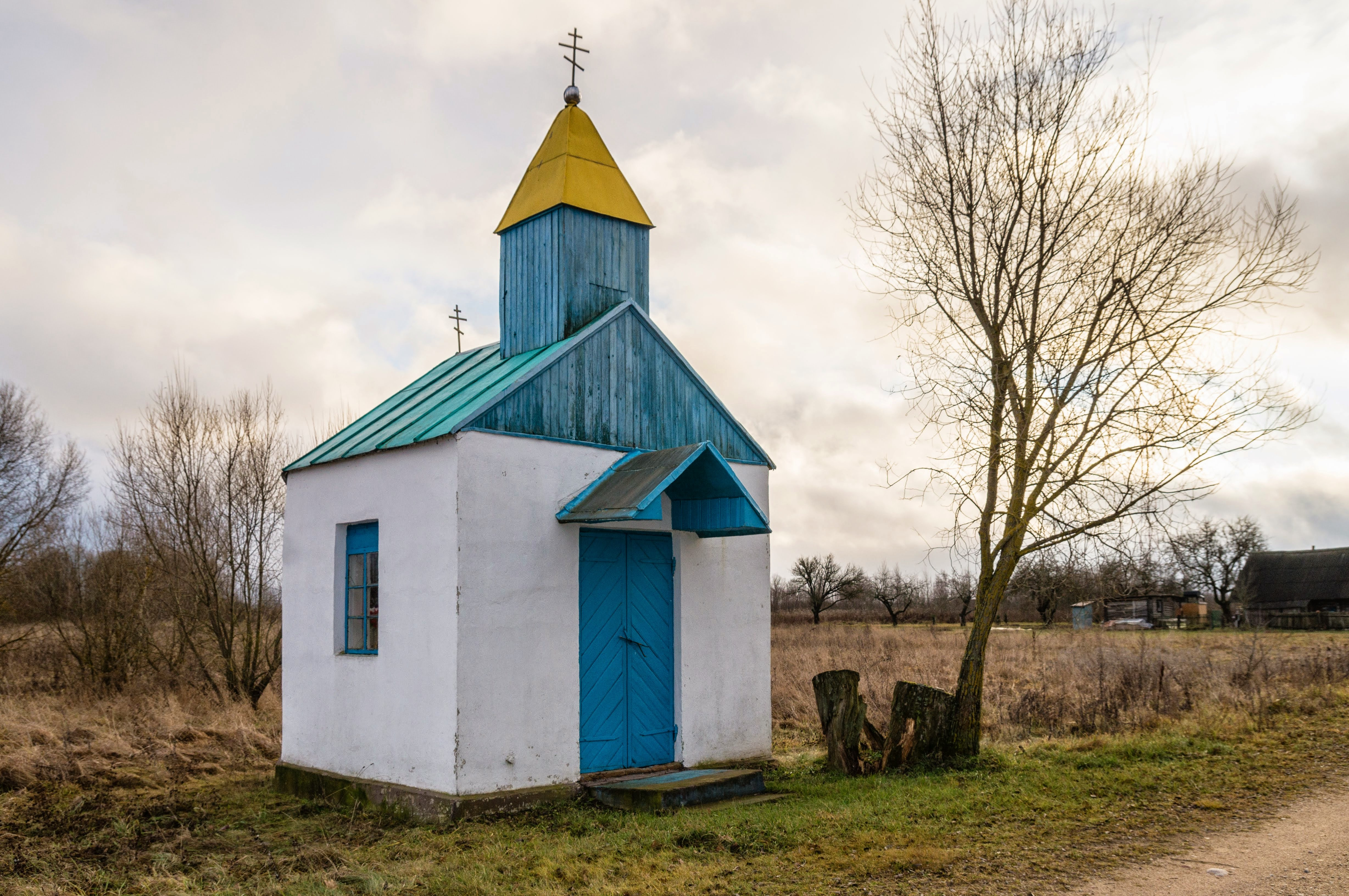
Kaplica z 1939 roku

Od 1991 w składzie niepodległej Białorusi.